# Alkonost (band)

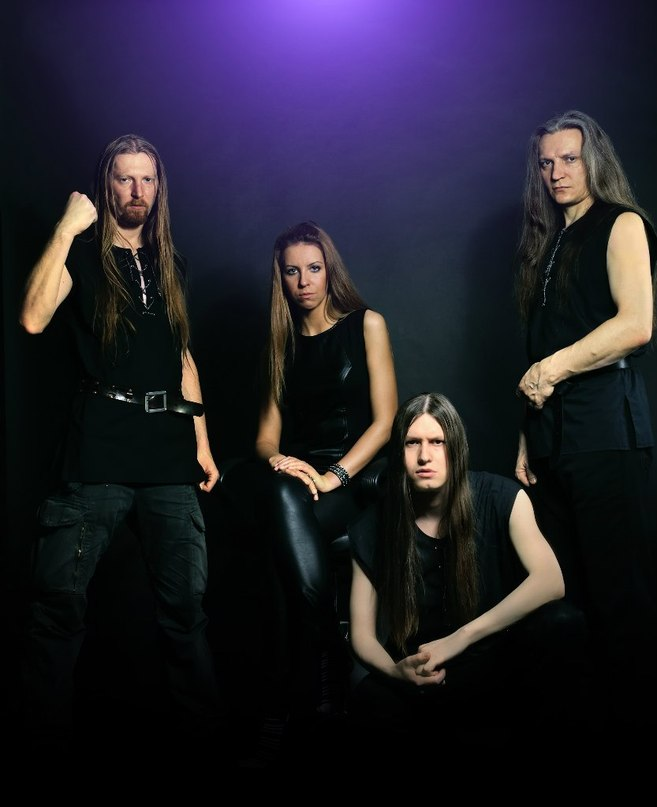
Alkonost anno 2012

Alkonost is een folkmetal groep uit de Russische stad Naberezjnye Tsjelny in de deelrepubliek Tatarstan.

## Geschiedenis

### 1996—1999
De muziekband Alkonost werd in augustus 1996 opgericht door de bassist Andrej Losev, die in de jaren daarvoor deel uitmaakte van bands zoals Traoerny biser [Ru: Траурный бисер - Rouwkralen], Molestation en Canonis. Losev had voor ogen dat de band zich moest ontwikkelen in de geest van de middeleeuwse Europese muziektraditie met inbreng van Russische volksmelodieën.
Deze doelstellingen had Losev al geformuleerd voordat de muziekgroep gevormd was, waarna hij heel snel de bezetting van de band geregeld kreeg. Zo ging de band met haar eerste teamleden van start: Andrej Losev (gitaar), Aleksej Solovjov (basgitaar) en Sergej Medvedev (gitaar). Maar al in augustus 1997 verliet Sergej Medvedev de band met achterlating van zijn muzikale compositie Shadows of Dark Days dat deel uitmaakte van de eerste demo van de band.
In datzelfde jaar kwam een demo uit met drie nummers, Shadows of Glory. In de concerten die volgden trad Radzja van de band Cerberus als vocalist op, die ook de zanger was bij eerdere opnames van Alkonost. Het ritmisch gedeelte werd niet door een drummer maar door een drummachine verzorgd. De teamleden waren niet echt gelukkig met deze gang van zaken en besloten om in het geheel geen concerten meer te geven en zich volledig te richten op de opname van hun debuutalbum.
De opnames voor het album namen twee jaar in beslag. De zoektocht naar een geschikte vocalist leverde niets op en Aleksej Solovjov nam de rol van zanger op zich. Ook kreeg de band in deze periode een drummer: Vladimir Loesjin. De nieuwe samenstelling van de groep was als volgt: Andrej Losev – gitaar, Aleksej Solovjov – bas en vocaal en Vladimir Loesjin – percussie.
Met deze bandleden gaf Alkonost in december 1998 een concert op de tweede editie van het muziekfestival Konets Sveta. De band deelde daar het podium met groepen zoals Miscreant, Molestation en Pannychida. Vanaf die tijd begon de band regelmatig concerten te geven. In 1999 had Alkonost opnieuw een aandeel in het festival Konets Sveta en ook Death Panorama. Kort daarna, in februari 1999, werd de band versterkt met de komst van toetsenist Almira Fatchoellina.

### 2000—2004
Op 26 januari 2000 presenteerde de band haar eerste volledige debuutalbum Songs of the Eternal Oak, dat in mei dat jaar als audiocassette werd uitgegeven onder het Letse label Beverina Productions en het Duitse label Ketzer Records. Daarna volgden optredens, zoals opnieuw op het Death Panorama festival en ook op het muziekfestival van Oeljanovsk. Vanaf oktober 2000 zag de groep zich echter weer genoodzaakt te stoppen met optredens vanwege aanhoudende technische problemen.
De band zat echter niet stil en richtte haar aandacht op het opnemen van de demo Spirit Tending to Revolt. Het valt hun studio aan te rekenen dat de opnames zo lang duurden en bijna een geheel jaar in beslag namen. Kort daarna vertrok de drummer van de band en werd vervangen door Anton Tsjepigin die eerder nog optrad met Cerberus en Flaming Hate. In diezelfde periode vond ook een ingrijpende verandering op vocaal gebied plaats: de band kreeg versterking van zangeres Aljona Pelevina die met een helder zanggeluid de grommende mannenstem verving.
Ook werden nieuwe nummers niet langer in het Engels, maar in het Russisch geschreven. Het was al april 2001 voordat Alkonost weer concerten ging geven, met optredens in Naberezjnye Tsjelny, Mendelejevsk, Kazan en ook op het festival van Zjelezny Marsh in de stad Oefa. In augustus datzelfde jaar werd de demo Spirit Tending to Revolt voltooid. En twee maanden later werd er een opname van volwaardige albumlengte gemaakt met alleen maar Russischtalige nummers in de vorm van de demo Nevedomye Zemli (Russisch: Неведомые земли - onbekende gebieden).
Eind juli 2002 kwam, dankzij de inspanningen van Beverina Productions en Ketzer Records, de CD Alkonost uit, waarop alle nummers staan van het album Songs of the Eternal Oak, de demo Spirit Tending to Revolt en ook nog twee videoclips. Deze CD oogstte een zeker succes, waaronder de goede waardering van 7,5 uit 10, gegeven door het Duitse blad Rock Hard. Het jaar 2003 zag het begin van de opname van een nieuw album, en ook optredens op de festivals Rock Line and Chronos Fest. In september van datzelfde jaar verwelkomde de band gitarist Dmitri Sokolov, en ook werd het album Alkonost opnieuw in Rusland uitgegeven onder het label Soyuz Music.
In 2004 won Alkonost de eerste Rock-prijs van Naberezjny Tsjelny, getiteld Zjivoje Peklo (Ru: Живое пекло Levende hittegloed) in de categorieën Beste Rockgroup en Doorbrekend Rocktalent. De groep deed dat jaar ook mee aan het Folk-Metal Fest en het Zjelezjny Marsh festival. Een nieuwe grote ontwikkeling voor de band dat jaar was hun contract met Sojoez Records. Onder dit label werd nog in november 2004 het album Between the Worlds uitgegeven met zeven Engelstalige composities en één nummer met Russische tekst.

### 2005—2007
In 2005 ging de groep op tournee en gaf concerten in onder andere Oefa, Kazan, Izjevsk, Joshkar-Ol, Nizjny Novgorod. In dit jaar werd voor de tweede maal de Zjivoje Peklo-prijs binnengehaald in de categorie Beste Rockgroep.
In deze tijd raakte Alkonost in de problemen. Het lukt niet om het album Mezjmirje (Ru: Межмирье, de Russische uitvoering van Between the Worlds) uit te geven. Verder trok de business manager van de groep, D.V. Tjoenev, alle beslissingsbevoegdheden naar zich toe. Na deze ontwikkelingen begon de groep aan de volgende opname van het album Poet Neprojdenny via een andere studio.
In 2006 werd via een nieuw label, Metalism Records, zowel het oude album Mesjmirje als het nieuwe album Poet Nepojdenny (Ru: Путь непройденный) uitgegeven. De band vervolgde daarna nog haar tournee langs diverse Russische steden om hun laatste nieuwe album te promoten.
De band werd overal goed ontvangen en hun laatste album kreeg veel positief commentaar. Lezers van het blad Dark City gaven de CD de hoogste waardering in een enquête van het blad.
De tournee was nog maar nauwelijks afgelopen toen de band nieuwe opnames startte van een nieuwe versie van de nummers van het debuutalbum Songs of the Eternal Oak, ditmaal van Russische tekst voorzien.
In 2006 bestond de muziekgroep 10 jaar, wat gevierd werd met een concert in een van de beste concertzalen van de stad, bijgewoond door zo’n 1000 bezoekers.
Hierna begaven de leden van Alkonost zich naar Moskou om in de studio Moscow Sound Records het album Pesni vetjsnovo dreva (Ru: Песни вечного древа – liederen van de eeuwige woudreus) op te nemen. Voor de opnames was de tijdelijke steun gevraagd van vocalisten van de bands Svarga en Rarog. Dit album werd uitgegeven onder het label Metalism Records.
Nadat dit album uitgekomen was, ging de band opnieuw op een uitgebreide tournee, niet alleen in Rusland maar ook met veel optredens in Oekraïne. En opnieuw, na een lange tour van concerten, sloot de groep zich weer op in een studio voor de opnames van een nieuw album met de titel Kamennovo serdtsa krov (Ru: Каменного сердца кровь – Bloed uit een stenen hart). In dat album werden verschillende oude composities opgenomen die nog in de periode 1995-'97 gemaakt waren, en ook bewerkingen van nummers die niet voorkwamen op het album Poet Heprojdenny. Verder deden 8 vocalisten mee aan de opnames van dit album.
In 2007 volgden er meer concerten in samenwerking met de band Master, en een optreden op het folk-metal festival in Minsk in samenwerking met de muziekgroep Znich. In het najaar ging Alkonost samen met de band Arkona op tournee door Europa en rond de jaarwisseling werden er nog diverse concerten in Rusland gegeven.

### 2008—2009
In 2008 organiseerde de band zelf een serie van eigen optredens in Rusland en vervolgens, in april 2009, in Europa (Polen, Slovenië, Nederland, Duitsland, Slovakije, Tsjechië). In Duitsland werd in april dat jaar op het Ragnarök Festival opgetreden. Op dat festival deelden ze het podium met groepen zoals Einherjer, Korpiklaani, Týr, Thyrthing, Månegarm en Melechesh.
In de loop van 2009 hield Alkonost zich alweer bezig met de opnames van haar volgende album en kon daardoor in die periode maar af en toe een concert in Rusland geven.

### 2010—2013
In 2010 kwam, onder het Duitse label Einheit Produktionen, hun nieuwe album Na Kryljach Zova uit (Ru: На Крыльях Зова — Op de vleugels van de roepstem). Aleksej Solovjev verliet de groep. Alkonost concentreerde zich op de opname van het volgende album, en gaf nog maar zo nu en dan een concert in Rusland en Oekraïne.
In 2011-2012 verlieten Almira Fatchoellina, Aljona Pelevina en Anton Tsjepigin de band en ook nog de bassist/vocalist Vladimir Plavik.
Om live-optredens mogelijk te maken werd in 2012 Ksenia Poboezjanskaja als vocalist aan de band toegevoegd en ook Maksim Sjtanke (vocalist/basgitaar). Alkonost ging in deze vernieuwde vorm weer actief concerten verzorgen.

## Samenstelling groep
- Andrej Losev (Elk) — gitaar
- Dmitri Sokolov — gitaar
- Ksenia Poboezjanskaja — vocalist
- Maksim (Pain) Sjtanke — vocalist, basgitaar
- Anastasia Rjabova — toetsenist

### Voormalige bandleden
- Aleksej Solovjov (Alex Nightbird) — vocalist, bas-gitaar
- Sergej Medvedev (Cocker) — gitaar
- Anton Tsjepigin — drums
- Aljona Pelevina — vocalist
- Almira Fatchoellina — toetsenist

## Discografie

### Demo-opnames
| Uitgebracht | Album                    | Release                 |
| ----------- | ------------------------ | ----------------------- |
| 1997        | Shadows Of Timeless      | uitgave in eigen beheer |
| 1997        | Shadows Of Glory         | uitgave in eigen beheer |
| 2001        | Spirit Tending to Revolt | niet uitgebracht        |
| 2001        | Nevedomye Zemli          | uitgave in eigen beheer |

### Albums
| Uitgebracht | Album                  | Label                                              |
| ----------- | ---------------------- | -------------------------------------------------- |
| 2000        | Songs Of Eternal Oak   | Beverina (Letland), Ketzer (Duitsland)             |
| 2002        | Alkonost               | Beverina (Letland), Ketzer (Duitsland)             |
| 2004        | Alkonost               | Soyuz music (Rusland), MetalAgen Records (Rusland) |
| 2004        | Between the Worlds     | Soyuz Music (Rusland), MetalAgen Records (Rusland) |
| 2006        | Mezjmirje              | Metalism Records (Rusland)                         |
| 2006        | Poet Heprojdenny       | Metalism Records (Rusland)                         |
| 2007        | Pesni vetjsnovo dreva  | Metalism Records (Rusland)                         |
| 2007        | Kamennovo serdtsa krov | Metalism Records (Rusland)                         |
| 2009        | Between the Worlds     | Vic records (Nederland)                            |
| 2009        | Poet Heprojdenny       | Vic records (Nederland)                            |
| 2010        | Песни вечного древа    | Einheit Produktionen (Duitsland)                   |
| 2013        | Skazki stranstvi       | Sound Age (Rusland)                                |

### Overige
- 2001 — Memoris (uitgebracht in eigen beheer) — verzamelalbum met bewerkingen van de eerste drie demo’s van de groep
- 2004 — Rodnaja Zemlya (Ru: Родная Земля ) (CD/Pokrov) Between the Worlds +3 bonus-tracks
- 2014 – Roesalka (Ru: Русалка) – internet-single bestaande uit drie songs.
- 2008 — Oe sten Arkony (Ru: У стен Арконы; Moskou, club “Relax”, 2005 – Sound Age Production)
- 2008 — Live in Moscow (DVD) (Samen met bands Månegarm en Kalevala, opgenomen in Moskou) (Volh Records)

### Videografie
- 2002 — Years of Prophecy (CD “Alkonost”)
- 2002 — My Last Day (CD “Alkonost”)
- 2006 — Waiting (CD “Between The Worlds”)
- 2007 — Notsj pered bitvoj (Ru: Ночь перед битвой) (CD “Poet Heprojdenny”)
- 2014 — Podroega Notsj (Ru: Подруга Ночь) (CD “Skazki Stranstvi”)